# Samotář v Seattlu
Samotář v Seattlu (v anglickém originále Sleepless in Seattle) je americká filmová komedie z roku 1993. Režisérem filmu je Nora Ephron. Hlavní role ve filmu ztvárnili Tom Hanks, Meg Ryanová, Bill Pullman, Ross Malinger a Rosie O’Donnell.

## Děj
Sam Baldwin, architekt z Chicaga, ztratí svou milovanou manželku Maggie, která zemře na rakovinu. Aby se vyrovnal s bolestnou ztrátou a unikl vzpomínkám, které ho v Chicagu pronásledují na každém kroku, rozhodne se přestěhovat se svým osmiletým synem Jonahem do Seattlu a začít nový život.
O rok a půl později, na Štědrý večer, se Jonah, který vidí, jak jeho otec stále trpí ztrátou manželky, rozhodne zavolat do celonárodního rozhlasového pořadu Dr. Marcie Fieldstone. Přesvědčí váhavého otce, aby promluvil do éteru o tom, jak moc mu chybí jeho žena. Sam nejprve odpovídá stručně a zdráhavě, ale když se ho moderátorka zeptá, co bylo na jeho ženě tak výjimečného, nemůže se již déle držet zpátky. Po krátké odmlce se zeptá: "Jak dlouhý je váš vysílací čas?" a začne vyprávět o své hluboké lásce k Maggie. Popisuje, jak už jen její přítomnost obohacovala jeho život, jak tisíce maličkostí utvářely jejich vztah a jak už při prvním doteku mezi nimi cítil "magii". Kvůli jeho nespavosti ho moderátorka nazve "Samotářem v Seattlu".
Mezi tisíci posluchaček, které Samův příběh dojal, je i Annie Reed, novinářka z Baltimore Sun. Annie je zasnoubená s Walterem, mužem posedlým svými alergiemi, ale cítí, že jejich vztahu něco chybí. Pod vlivem filmu Nezapomenutelná láska napíše Samovi dopis, ve kterém navrhuje setkání na vrcholu Empire State Building na Valentýna. Dopis se původně nechystá odeslat, ale její přítelkyně a editorka Becky ho pošle bez jejího vědomí. Sam mezitím dostává stovky dopisů od žen z celých Spojených států, ale nemá o ně zájem – chce se seznámit s novou ženou tradičním způsobem. Začne se vídat s bytovou architektkou Victorií, kterou ale Jonah nemá rád. Když Jonah objeví Anniin dopis, instinktivně cítí, že by mohla být "ta pravá", ale nedaří se mu přesvědčit otce, aby se s ní setkal v New Yorku. S pomocí své kamarádky Jessicy, jejíž matka je cestovní agentka, odpoví Annie jménem svého otce a potvrdí setkání.
Annie, posedlá Samem, se rozhodne letět do Seattlu pod záminkou výzkumu pro článek. Náhodou zahlédne Sama na letišti, kde vyzvedává Victorii, a je jím okouzlena, aniž by věděla, kdo to je. Následující den tajně pozoruje Sama a Jonaha, jak si hrají na pláži. Vidí také Sama se jeho sestrou Suzy, kterou mylně považuje za jeho přítelkyni. Při této příležitosti ji Sam spatří a pozdraví, ona nervózně odpoví a rychle odchází.
Na Valentýna Jonah sám odletí do New Yorku a pokusí se najít Annie na Empire State Building. Když to Sam zjistí, okamžitě letí za ním a najde ho na vyhlídkové plošině těsně před zavírací dobou. Mezitím Annie, která je v New Yorku s Walterem, vidí mrakodrap z restaurace. Přizná Walterovi své pochybnosti a přátelsky ukončí jejich zasnoubení. Spěchá k Empire State Building a dorazí na vyhlídkovou plošinu jen chvíli poté, co Sam s Jonahem odjeli výtahem. Annie objeví Jonahův batoh a plyšového medvídka. Když se Sam a Jonah vrátí, aby si je vyzvedli, Sam Annie okamžitě pozná. Po vzájemném představení Annie vezme Sama za ruku a všichni tři odcházejí spolu, zatímco se za nimi zavírají dveře výtahu.

## Obsazení
| Tom Hanks       | Sam Baldwin   |
| Meg Ryanová     | Annie Reed    |
| Bill Pullman    | Walter        |
| Ross Malinger   | Jonah Baldwin |
| Rosie O’Donnell | Becky         |
| Gaby Hoffmann   | Jessica       |
| Victor Garber   | Greg          |
| Rita Wilson     | Suzy          |

## Ocenění
Film byl nominován na dva Oscary, a to v kategoriích nejlepší scénář a originální píseň. Tom Hanks a Meg Ryanová byli nominováni za své role v tomto filmu na Zlatý glóbus, na ten byl nominován i film v kategorii nejlepší film – komedie/muzikál. Film byl nominován i na dvě ceny BAFTA, v kategoriích nejlepší scénář a hudba.